# Макаренко, Иван Романович
Ива́н Рома́нович Мака́ренко (бел. Іван Раманавіч Макаранка; 2 июня 1907 — 16 мая 1971) — командир саперного взвода; помощник командира саперного взвода 446-го стрелкового полка 397-й стрелковой дивизии 61-й армии, старший сержант, полный кавалер Ордена Славы.

## Биография

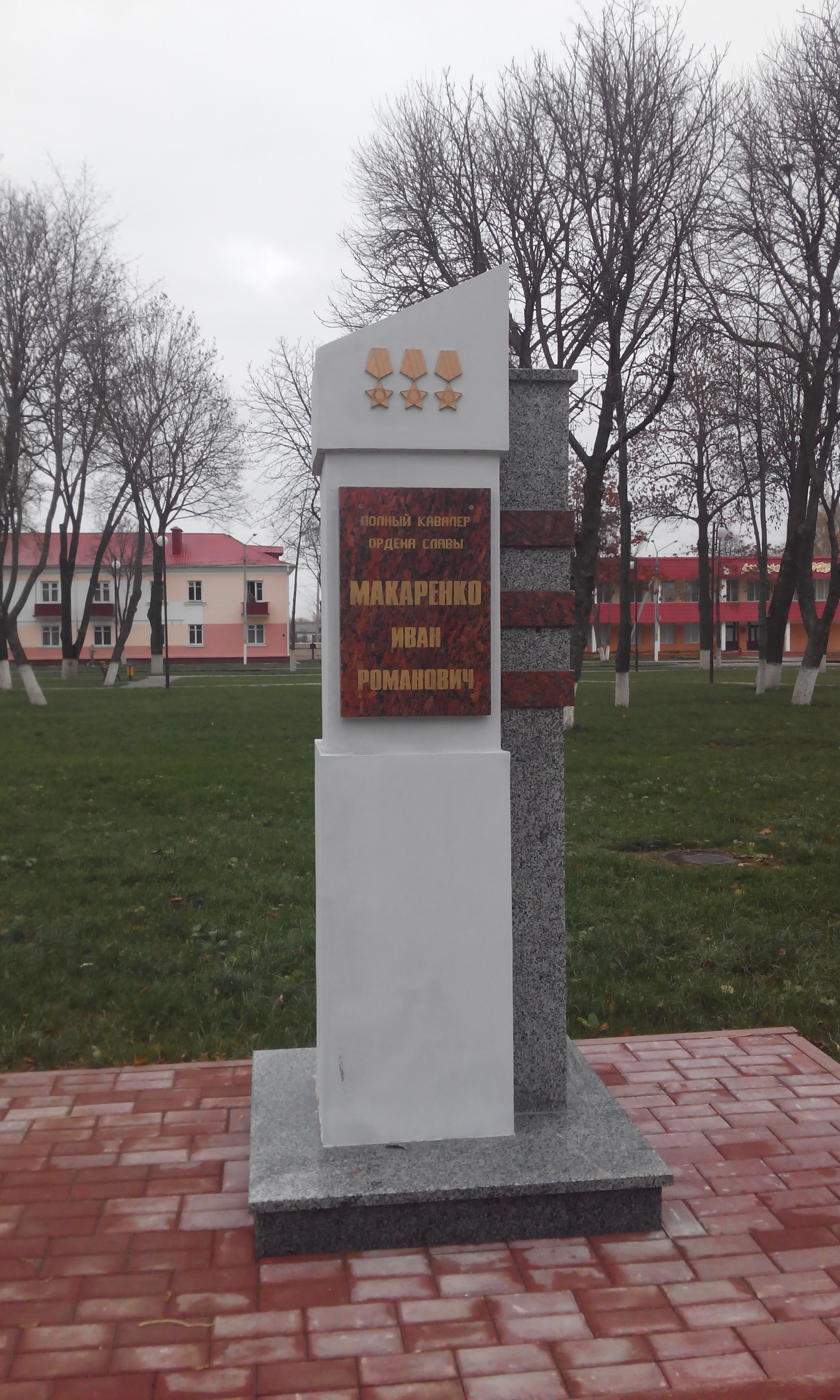
Стела в честь И. Р. Макаренко на Аллее Героев — знаменитых уроженцев Ветковского района.

Родился 20 мая 1907 в деревне Быковец Ветковского района Гомельской области Белоруссии в крестьянской семье. Белорус. Окончил 4 класса. Работал в сельском хозяйстве.
В Красной Армии с 1943 года. В боях Великой Отечественной войны с 6 октября 1943 года. Воевал на Брянском, Белорусском, 1-м и 2-м Белорусских фронтах. Участвовал в освобождении Украины, Белоруссии, Польши, в сражениях на территории Германии.
Командир отделения сапёрного взвода 446-го стрелкового полка красноармеец Иван Макаренко 16 марта 1944 года в районе деревни Теребежув-Гура на подступах к белорусскому городу Пинску заменил командира сапёрного взвода, и умело руководил четырьмя группами сапёров, проделавших проходы в минных полях противника. При отражении контратак неприятеля лично уничтожил около десяти вражеских солдат.
Приказом по 397-й стрелковой дивизии от 31 марта 1944 года № 011 за мужество и отвагу проявленные в боях красноармеец Макаренко Иван Романович награждён орденом Славы III степени.
Помощник командира сапёрного взвода 446-го стрелкового полка младший сержант Иван Макаренко в период с 5 по 13 июня 1944 года в районе города Пинска организовал строительство переправы через реки Стырь, Припять, Ясельда и лично снял сорок три противотанковые мины.
Приказом по 61-й армии от 3 сентября 1944 года № 300 за мужество и отвагу проявленные в боях младший сержант Макаренко Иван Романович награждён орденом Славы II степени.
Помощник командира сапёрного взвода 446-го стрелкового полка старший сержант Иван Макаренко с 14 по 17 апреля 1945 года в районе населённого пункта Хоэн-Вутцов обеспечивал переправу войск через реку Одер. С воинами-сапёрами вверенного ему взвода он построил плот грузоподъёмностью полторы тонны и перевёз на нём артиллерию, пехоту и боеприпасы. Лично спас одиннадцать раненых советских бойцов.
На протяжении четырёхсот пятидесяти километров наступления 446-й стрелковый полк не имел ни одного случая подрыва на минах, благодаря действиям сапёров старшего сержанта Ивана Макаренко.
24 мая 1945 года командующий 61-й армией генерал-полковник Белов П. А. представил И. Р. Макаренко к награждению орденом Славы I степени.
Указом Президиума Верховного Совета СССР от 15 мая 1946 года за образцовое выполнение заданий командования в боях с немецко-вражескими захватчиками старший сержант Макаренко Иван Романович награждён орденом Славы I степени, став полным кавалером ордена Славы.
В 1945 году старшина Макаренко И. Р. демобилизован. Жил в родной деревне. Работал в колхозе и совхозе «Речки».
Скончался 16 мая 1971 года.

## Награды и звания

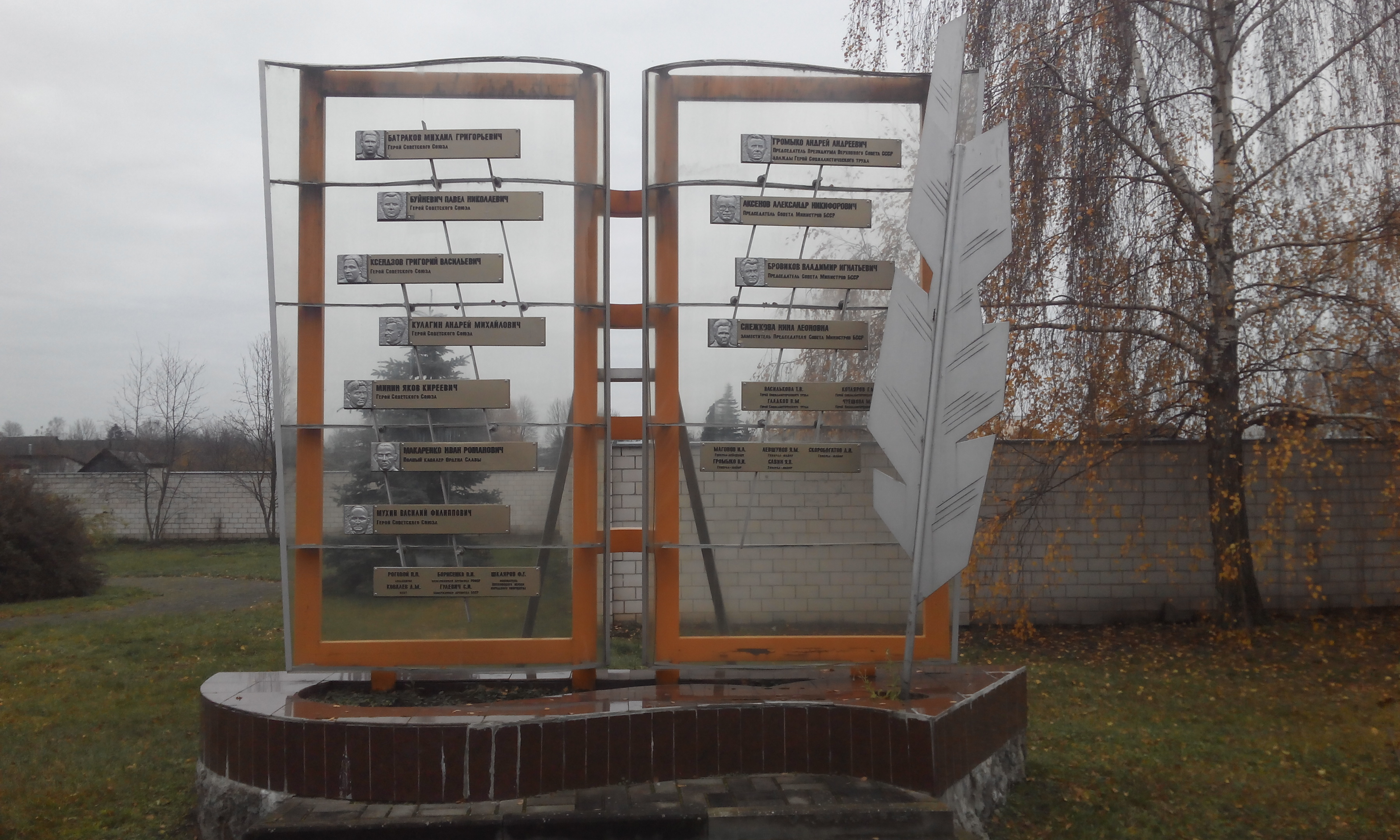
Памятник известным уроженцам Ветковского района в Ветке (Гомельской области)

Награждён орденом Красной Звезды, орденом Славы I, II и III степени, медалями.

## Память
- Барельеф с именем на памятнике известным уроженцам Ветковского района. Памятник в форме раскрытой книги установлен в Ветке (Гомельская область).
- Стела в честь И. Р. Макаренко на Аллее Героев — знаменитых уроженцев Ветковского района. Расположена в Ветке (Гомельская область), на центральной площади.
- Имя И. Р. Макаренко присвоено улице в г. Ветка Гомельской области — бел. «вулiца Iва́на Мака́ранкi»; рус. «улица Ива́на Мака́ренко»[1].